# Enicospilus sanchezi
Enicospilus sanchezi là một loài tò vò trong họ Ichneumonidae.